# Paulette Jordan

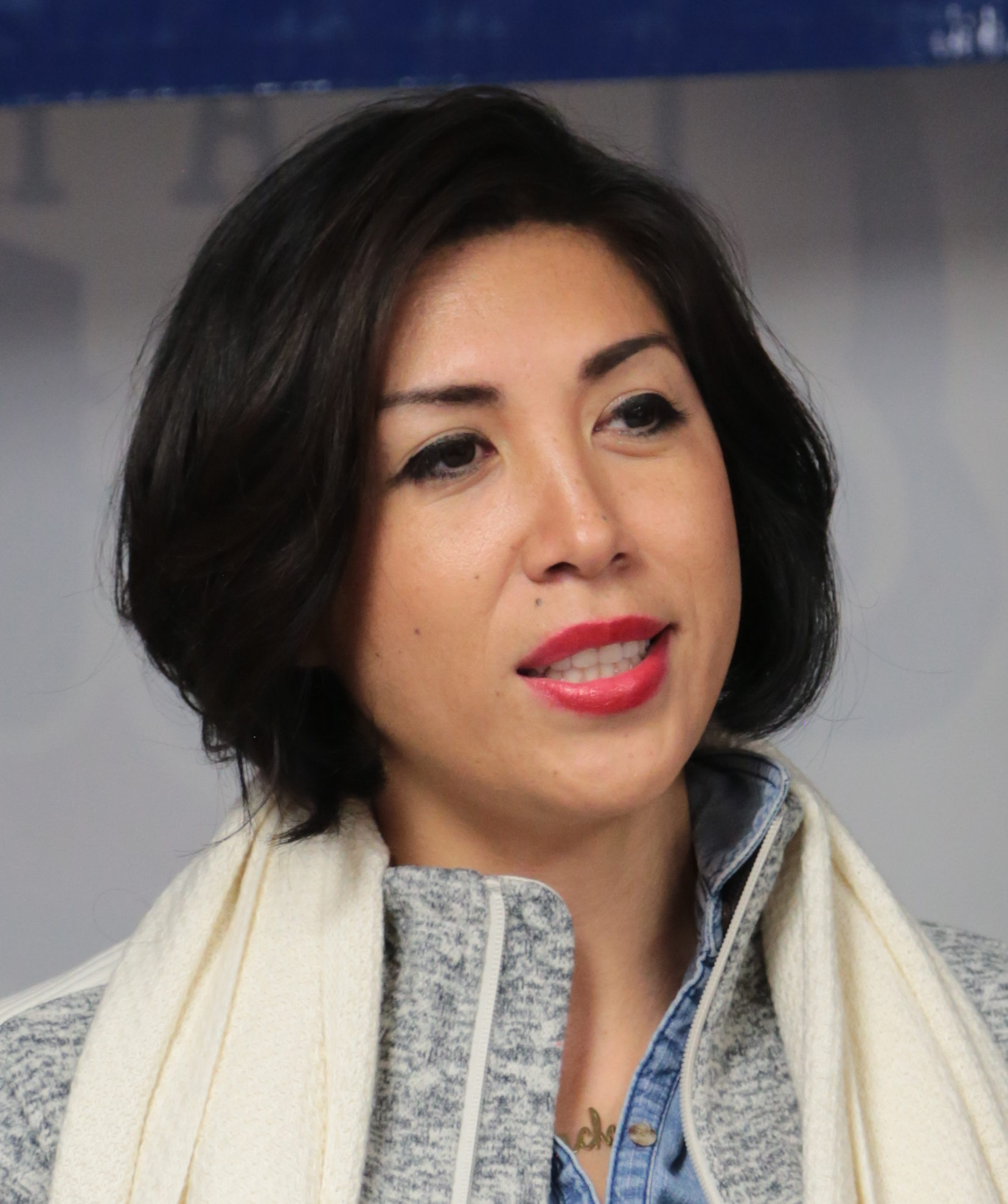
Paulette Jordan 2018

Paulette E. Jordan (* 7. Dezember 1979 in Coeur d’Alene, Idaho) ist eine amerikanische Politikerin der Demokratischen Partei. Von 2014 bis 2018 war sie Abgeordnete im Repräsentantenhaus von Idaho. Sie kandidierte 2018 als Gouverneurin von Idaho und 2020 für den US-Senat.

## Biografie
Jordan wurde in Coeur d’Alene im Panhandle von Idaho geboren, wo ihre Familie eine Ranch betreibt. Sie gehört den Coeur d’Alene an, hat aber auch Vorfahren aus den indigenen Völkern der Sinkiuse, Nez Percé und Yakama-Palus. Zwei ihrer Ururgroßväter waren im 19. Jahrhundert berühmte Indianerhäuptlinge, nämlich der Sinkiuse-Häuptling Chief Moses (etwa 1829–1899) und der Yakama-Häuptling Chief Kamiakin (1800–1877). Ihre Großmutter Lucy Covington (1910–1982) bekämpfte in den 1950er Jahren die Termination-Politik der Bundesregierung.
Als Jugendliche besuchte Jordan die von Jesuiten geleitete Gonzaga Preparatory School in Spokane im Nachbarstaat Washington, wo sie in der Basketballmannschaft spielte. Ein Basketball-Stipendium lehnte sie ab und konzentrierte sich stattdessen auf ein akademisches Studium an der University of Washington in Seattle. Sie schloss in Kommunikation, Vergleichender Literaturwissenschaft und Native American studies ab. Zusätzlich arbeitete sie in der Studentenvertretung und betätigte sich in der Lokalpolitik. Nach ihrem Abschluss litt sie an Burn-out. Anstatt wie geplant Rechtswissenschaft zu studieren, kehrte sie daher ins Indianerreservat zurück. Dort arbeitete sie als „lake ambassador“ (See-Botschafter) für die Coeur d’Alene Basin Commission, um die Landbevölkerung innerhalb und außerhalb der Reservation davon zu überzeugen, bei den Maßnahmen zur Beseitigung der durch den Silberabbau entstandenen Schäden mitzuarbeiten, die im Rahmen des Superfund-Programms der EPA durchgeführt wurden.
Jordan hat zwei Söhne und lebt in Plummer, der größten Ortschaft in der Coeur d’Alene Reservation. Sie arbeitet als business development strategist im Energiesektor.

## Politik
Jordan schloss sich der Demokratischen Partei unter anderem deshalb an, weil sie die Demokraten für „inklusiver“ (bezogen auf Ethnische Minderheiten) halte. 2008 arbeitete sie in der Kampagne für die Präsidentschaftskandidatur von Barack Obama und war Delegierte für die Demokratische Partei von Idaho auf der Democratic National Convention in Denver. 2008 wurde sie in das Tribal Council der Coeur d’Alene gewählt, wo sie das jüngste Mitglied war. In dieser Funktion arbeitete sie auch in der 1953 gegründeten Organisation der Affiliated Tribes of Northwest Indians mit. Seit 2012 ist sie im Board of Directors der National Indian Gaming Association, einer Organisation von Indianerstämmen, die mit Indianerkasinos und anderen Aktivitäten ihre wirtschaftliche Selbständigkeit erreichen wollen.
2012 kandidierte Jordan erstmals für das Repräsentantenhaus von Idaho, im Legislative District 5, Position A. Sie unterlag der Republikanerin Cindy Agidius und erreichte 49,7 %, nur 123 Stimmen weniger als ihre Konkurrentin. 2014 trat sie erneut gegen Agidius an und konnte diese mit 51,8 % und 524 Stimmen Vorsprung besiegen. Sie war damit die einzige Vertreterin der Native Americans im Staatsparlament. 2016 wurde sie gegen den Republikaner Carl Berglund mit 50,7 % und 290 Stimmen Vorsprung wiedergewählt. Im Februar 2018 verzichtete sie auf ihr Mandat und eine erneute Kandidatur, um sich auf ihre Kampagne zur Gouverneurswahl zu konzentrieren. Als ihre Nachrückerin hatte sie Margie Gannon bestimmt. Gannon verlor im Herbst die Wahl gegen den Republikaner Bill Goesling.
2018 kandidierte Butch Otter, der republikanische Gouverneur von Idaho, nicht mehr. Jordan entschloss sich, für seine Nachfolge zu kandidieren, was landesweit zu Schlagzeilen führte, da sie die erste Ureinwohnerin war, die für eine der großen Parteien für das Amt des Gouverneurs kandidierte. In den Vorwahlen setzte sie sich gegen A. J. Balukoff durch, der 2014 gegen Otter verloren hatte. Jordan erhielt in der demokratischen Primary 58,4 % der Stimmen, verlor die Wahl gegen den bisherigen Vizegouverneur Brad Little aber mit 38,2 %.
2020 kündigte Jordan an, sich bei der Wahl zum Senat der Vereinigten Staaten 2020 gegen den republikanischen Amtsinhaber Jim Risch um den Klasse-II-Sitz Idahos im Senat der Vereinigten Staaten zu bewerben. In der Vorwahl konnte sie sich mit 85,7 % gegen Jim Vandermaas durchsetzen. Da Idaho republikanisch dominiert ist, werden ihr nur verschwindend geringe Chancen für einen Sieg am 2. November 2020 eingeräumt. Eine Umfrage des Economist von Oktober 2020 sieht sie mit 37 zu 63 hinter Risch und schätzt ihre Chance gewählt zu werden auf weniger als 1 %.  Sie verlor dann die Wahl auch mit 33 zu 63 % gegen Risch. 
Jordan, die im Repräsentantenhaus von Idaho teils auch gegen die Parteilinie gestimmt hatte, gibt als wichtigsten Grundsatz an, Politik für das Volk zu machen. Sie setzt sich für einen kompletten Neuaufbau des Gesundheitssystems ein, das auch für ärmere Bürger erschwinglich sein müsse. Sie ist für Umweltschutz und spricht sich dafür aus, Idaho zu einem „leader in Ag-tech“ (Führer in Agrartechnologie) zu machen. Sie bezeichnet sich selbst als konservativ in fiskalpolitischen Fragen und prangert die hohe Staatsverschuldung republikanischer Regierungen an. Sie befürwortet den 2. Zusatzartikels und lehnt ein Verbot von privatem Waffenbesitz ab und betont, selbst Schusswaffen zu besitzen. Gleichzeitig spricht sie sich aber für Red flag laws aus, die den Waffenbesitz von als gefährlich eingeschätzten Personen einschränken.